# Eilema tetrasticta
Eilema tetrasticta là một loài bướm đêm thuộc phân họ Arctiinae, họ Erebidae.